# Volusien
Pour les articles homonymes, voir Volusianus.
Volusien (latin : Imperator Caesar Gaius Vibius Afinius Gallus Veldumnianus Volusianus Augustus) est un empereur de Rome au IIIe siècle, de juin 251 à août 253. Son père, Trébonien Galle, est proclamé empereur par sa légion après la mort des deux co-empereurs précédents, Dèce et Herennius Etruscus. Trébonien Galle élève Hostilien, fils de Dèce, à la dignité d'auguste, en faisant son co-empereur en juin 251. Volusien est élevé au rang de césar le même mois. 
Après la mort d'Hostilien en novembre 251, Volusien est élevé à la pourpre et dirige avec son père. Le court co-règne de Trébonien Galle et de Volusien est marqué par l'émergence d'une épidémie de peste, possiblement responsable de la mort d'Hostilien, une invasion de l'Empire sassanide et des raids de Goths. Volusien est tué avec son père en août 253 par ses propres soldats, terrifiés par les forces de l'usurpateur Émilien marchant sur Rome.

## Biographie
Fils de Trébonien Galle et de sa femme Afinia Gemina Baebiana, il a une sœur, Vibia Galla, femme de Quintillus, frère de Claude II. Après la mort de Dèce, Trébonien est élevé au titre d'empereur en juin 251. Il adopte Hostilien, le fils de son prédécesseur, et le fait Auguste, et nomme son propre fils Volusien César. Mais Hostilien meurt de la peste à peine quelques jours plus tard, et Volusien le remplace donc comme co-empereur. Trébonien et Volusien sont tués lors d'une rébellion de leurs propres troupes en août 253.

Après sa mort, son nom est martelé sur les inscriptions honorifiques qui lui étaient dédiées, comme à Volubilis.

## Noms successifs
- Naît Caius Vibius Afinius Gallus Veldumnianus Volusianus.
- 251, fait César par Trébonien Galle : Caius Vibius Afinius Gallus Veldumnianus Volusianus Caesar.
- 251, fait Auguste par Trébonien Galle : Imperator Caesar Caius Vibius Afinius Gallus Veldumnianus Volusianus Pius Felix Invictus Augustus.